# Tour de Vendée 1991
Il Tour de Vendée 1991, ventesima edizione della corsa, si svolse il 28 aprile su un percorso di 204 km, con partenza e arrivo a La Roche-sur-Yon. Fu vinto dal belga Fabrice Naessens della Lotto-Superclub davanti al suo connazionale Edwin Bafcop e al francese Thierry Marie.

## Ordine d'arrivo (Top 10)
| Pos. | Corridore             | Squadra                | Tempo |
| ---- | --------------------- | ---------------------- | ----- |
| 1    | Fabrice Naessens      | Lotto-Superclub        |       |
| 2    | Edwin Bafcop          | Collstrop-Isoglass     |       |
| 3    | Thierry Marie         | Castorama-Raleigh      |       |
| 4    | Jean-Philippe Rouxel  | Castorama-Raleigh      |       |
| 5    | Alexandre Troubine    |                        |       |
| 6    | Vincent Lacressoniere | TonTon Tapis-GB-Corona |       |
| 7    | Yvon Madiot           | R.M.O.                 |       |
| 8    | Philippe Casado       | Z-Peugeot              |       |
| 9    | Olaf Lurvik           | Toshiba                |       |
| 10   | Youri Perunovski      |                        |       |